# IZombie
iZombie – amerykański, kryminalny serial telewizyjny z elementami horroru, wyprodukowany przez Spondoolie Productions, Warner Bros. Television oraz DC Comics. Serial jest adaptacją komiksu o tym samym tytule autorstwa Chrisa Robersona oraz Michaela Allreda, wydawanego przez DC Comics' Vertigo. Producentami wykonawczymi są Rob Thomas i Diane Ruggiero. Premierowy odcinek serialu został wyemitowany 17 marca 2015 roku przez The CW. Serial w Polsce dostępny jest w serwisie VOD Netflix z napisami oraz lektorem.

## Fabuła
Serial opowiada o losach Olivii Moore, absolwentki medycyny pracującej jako lekarka rezydentka, która z powodu niefortunnego wypadku na imprezie staje się zombie. Rozpoczyna pracę w kostnicy, by zyskać nieograniczony dostęp do pożywienia – mózgów, które musi jeść, aby normalnie funkcjonować. Poprzez konsumowanie każdego z nich przejmuje część ostatnich wspomnień zmarłego, które pomagają detektywom w rozwiązywaniu spraw kryminalnych.

## Obsada

### Główna
- Rose McIver jako Olivia „Liv” Moore[2]
- Robert Buckley jako Major Lilywhite, inżynier środowiska, pracownik społeczny[3]
- Malcolm Goodwin jako Clive Babinaux, detektyw[4]
- David Anders jako Blaine DeBeers[4]
- Rahul Kohli jako dr Ravi Chakrabarti, patolog, przełożony Liv[5]
- Aly Michalka jako Peyton Charles, prokuratorka, najlepsza przyjaciółka Liv i jej współlokatorka[6]

### Role drugoplanowe
- Molly Hagan jako Eva Moore, matka Olivii, pracuje w administracji szpitala[7]
- Nick Purcha jako Evan Moore
- Bradley James jako Lowell Tracey
- Aleks Paunovic jako Julien Dupont[8]
- Steven Weber jako Vaughn Du Clark[9]
- Hiro Kanagawa jako porucznik Suzuki,
- Robert Knepper jako Angus, ojciec Blaine’a, biznesmen(od 2 sezonu)[10]
- Eddie Jemison (od 2 sezonu)[11]
- Jason Dohring (3 sezon)[12]
- Andrew Caldwell (3 sezon)[13]

### Gościnne występy
- Chad Rook jako Dylan Munson
- Judy Reyes jako Lola Abano[14]
- Ryan Hansen jako Carson McCone[15]
- Percy Daggs III jako Sean Taylor[16]
- Rick Fox jako Calvin Owen[17]
- Kristen Bell[18]
- Ryan Lane[19]
- Enrico Colantoni jako Luo Benedett detektyw[20]

## Odcinki
| Sezon | Sezon | Odcinki | Oryginalna emisja The CW | Oryginalna emisja The CW | Oryginalna emisja Netflix | Oryginalna emisja Netflix | Oryginalna emisja Netflix |
| Sezon | Sezon | Odcinki | Premiera sezonu          | Finał sezonu             | Premiera sezonu           | Finał sezonu              |                           |
| ----- | ----- | ------- | ------------------------ | ------------------------ | ------------------------- | ------------------------- | ------------------------- |
|       | 1     | 13      | 17 marca 2015            | 9 czerwca 2015           | 1 maja 2016               | 1 maja 2016               |                           |
|       | 2     | 19      | 6 października 2015      | 12 kwietnia 2016         | 1 maja 2016               | 1 maja 2016               |                           |
|       | 3     | 13      | 4 kwietnia 2017          | 27 czerwca 2017          | brak danych               | brak danych               |                           |
|       | 4     | 13      | 26 lutego 2018           | 28 maja 2018             | brak danych               | brak danych               |                           |
|       | 5     | 13      | 2 maja 2019              | 1 sierpnia 2019          | brak danych               | brak danych               |                           |

## Produkcja
30 stycznia 2014 roku stacja The CW zamówiła pilotażowy odcinek serialu. 
Początkowo rolę Peyton Charles miała zagrać Alexandra Krosney, natomiast rolę matki Olivie miała zagrać Nora Dunn.
8 maja 2014 roku stacja The CW zamówiła serial na sezon telewizyjny 2014/15, którego premiera była przewidziana na środek sezonu. 7 maja 2015 roku stacja The CW zamówiła 2 sezon serialu. 
11 marca 2016 roku stacja The CW ogłosiła przedłużenie serialu o 3 sezon. 10 maja 2017 roku stacja The CW ogłosiła zamówienie 4. serii.
12 maja 2018 roku, stacja The CW ogłosiła przedłużenie serialu o 5 sezon, który będzie finałowym sezonem